# SpaceX CRS-20
SpaceX CRS-20, también conocida como SpX-20, es una misión del Servicio de reabastecimiento comercial a la Estación Espacial Internacional.  La misión es contratada por la NASA y es llevada a cabo por SpaceX usando una nave de carga Dragon. Este es el último vuelo para SpaceX bajo la primera fase del contrato CRS-1 de la NASA. Su lanzamiento se realizó el 7 de marzo de 2020 a las 4:50 UTC.

## Historial de la misión
La nave Dragon fue lanzada exitosamente a órbita terrestre baja arriba de un cohete Falcon 9 Block 5. Su llegada a la Estación Espacial Internacional ocurrió el lunes 9 de marzo de 2020, donde la astronauta Jessica Meir capturó la nave con la ayuda del brazo robótico Canadarm-2 a las 11:25 UTC, atracando la nave al puerto Harmony nadir de la ISS.
Dragon permanecerá en la ISS hasta el 9 de abril de 2020.

## Carga útil
La carga útil consiste en:
- Carga presurizada (más embalaje): 1509 kg.
  - Suministros para la tripulación: 273 kg
  - Investigación y ciencia: 960 kg.
  - Equipamiento para caminatas espaciales: 56 kg.
  - Hardware vehicular: 219 kg.
  - Recursos informáticos: 1 kg.

El módulo Bartolomeo es la principal carga no presurizada enviada. Con una masa de 468 kg, consiste en una actualización de la infraestructura del módulo Columbus, y permitirá gestionar hasta 12 cargas útiles activas y un sitio de cargas pasivas, externas a la Estación.
Algunos de los experimentos científicos enviados son:
- ACE-T-Ellipsoids[7] (Procesamiento sin equilibrio de suspensiones de partículas con gradientes de campo térmicos y eléctricos), comprende el estudio de coloides en microgravedad para conocer la densidad de partículas y su comportamiento, importante para su uso en la impresión 3D.
- MVP Cell-03[8] (Generación de cardiomiocitos a partir de progenitores cardíacos derivados de células madre humanas pluripotentes inducidas, expandidos en microgravedad), es un estudio sobre la generación de células del músculo cardíaco especializadas para su uso en investigación y aplicaciones clínicas.
- Flow Chemistry in Microgravity[9] (Plataforma de química de flujo para reacciones sintéticas) estudia los efectos de la microgravedad en las reacciones químicas, como un primer paso hacia la síntesis química a pedido en la Estación Espacial.